# Mario Casaleggio
Mario Casaleggio (Torino, 15 dicembre 1877 – Torino, 8 febbraio 1953) è stato un attore italiano, attivo nel teatro e al cinema.

## Biografia
Fratello dell'attore Giovanni Casaleggio, fu uno degli esponenti più importanti del teatro dialettale piemontese - in particolare torinese - sin dalla fine dell'Ottocento. Iniziò a riscuotere grande successo recitando in coppia con Carlo Artuffo, e nei primi anni dieci formò una propria compagnia con il commediografo e attore Enrico Gemelli. All'inizio degli anni trenta fondò un'altra compagnia con Eugenio Testa e mise in scena anche molte opere scritte da Celso Maria Poncini, tra le quali riscosse grande successo Un torinese a Torino del 1938. Sul grande schermo debuttò nel periodo muto, nel 1911, e fino al 1922 partecipò a una decina di film. Nel periodo sonoro recitò soltanto in tre film, ma è da ricordare almeno la sua partecipazione in Il signor Max di Mario Camerini (1937) dove ha il ruolo del burbero zio di Vittorio De Sica.
Sposato dal 1921 con l'attrice Nuccia Robella (i due recitano insieme nel film Addio giovinezza! di Ferdinando Poggioli), muore all'età di 75 anni. Il comune di Torino gli ha dedicato una via.

## Teatrografia parziale
- La'a fontana dii sospir, regia di Giovanni Drovetti e Salvator Gotta (inizi del '900)
- Un pover mut (1912)
- A Turin per l'onur dei Monfrin (1931)
- 'L Podestà l'à n'idea (1932)
- Senso proibito (1933)
- Un torinese a Torino (1938)
- Se fossi Podestà (1939)

## Filmografia

### Periodo muto
- L'uragano, regia di Ubaldo Maria Del Colle (1911)
- L'assassino del corriere di Lione, regia di Giovanni Vidali (1916)
- L'albergo dei miserabili, regia di Giovanni Casaleggio (1918)
- Il campanaro della cattedrale, regia di Adriano Giovannetti (1920)
- Il faro n. 13, regia di Adriano Giovannetti (1920)
- Il medico dei bambini, regia di Giovanni Casaleggio (1920)
- Il pezzente gentiluomo, regia di Giuseppe Ciabattini (1921)
- Le scogliere della morte, regia di Dante Cappelli e Giovanni Casaleggio (1921)
- Lo strano viaggio di Pim-Popo, regia di Dante Cappelli e Giovanni Casaleggio (1922)

### Periodo sonoro
- Il signor Max, regia di Mario Camerini (1937)
- Addio giovinezza!, regia di Ferdinando Maria Poggioli (1940)
- Musica proibita, regia di Carlo Campogalliani (1942)
- Biancaneve e i sette ladri, regia di Giacomo Gentilomo (1949)